# Griechische Architektur der Neuzeit
Die Entwicklung der griechischen Architektur der Neuzeit umfasst die Architektur seit der Gründung des neuzeitlichen griechischen Staates (griechisch Νεοελληνική αρχιτεκτονική Neoelliniki architektoniki, deutsch ‚Neugriechische Architektur‘) bis in die Gegenwart.
Nach dem griechischen Unabhängigkeitskrieg und der Staatsgründung versuchte die griechische Architektur, die traditionelle griechische Architektur und griechische Elemente und Motive mit westeuropäischen Bewegungen und Stilen zu verbinden. Die Architektur Athens und anderer Städte des griechischen Königreichs im 19. Jahrhundert ist stark vom klassizistischen Stil beeinflusst und stammt von Architekten wie Theophil von Hansen, Ernst Ziller, Panagiotis Kalkos, Lysandros Kaftanzoglou und Stamatios Kleanthis. Der Klassizismus kann dabei als eine Art „Reimport griechischen Stils“ gesehen werden.
Ab dem frühen 20. Jahrhundert wurden verschiedene Strömungen der Moderne rezipiert.

## Klassizismus und Historismus

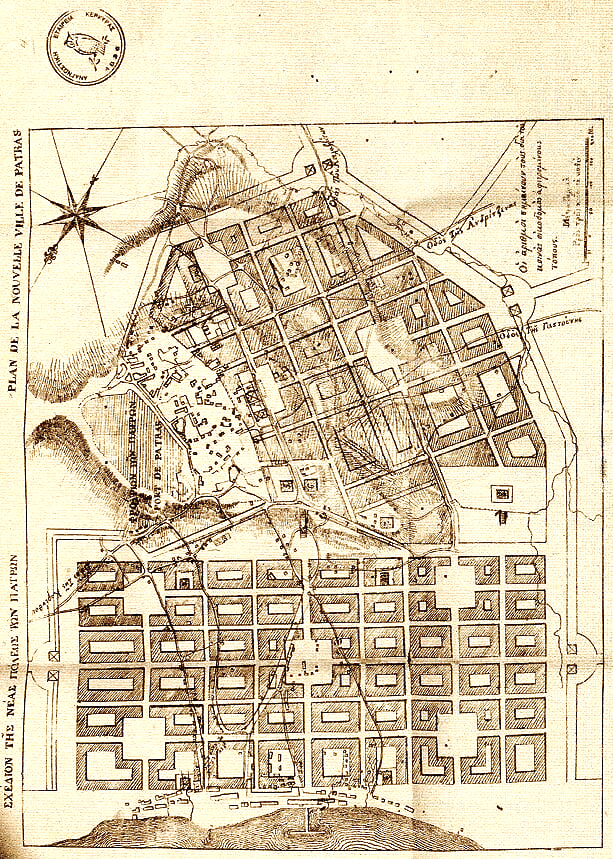
Der Plan von Stamatis Voulgaris für Patras (1829)

Die Architektur der modernen griechischen Städte, insbesondere der alten Stadtkerne („Altstädte“), ist überwiegend entweder von der osmanischen oder der venezianischen Architektur beeinflusst, zwei Einflüssen, die den griechischen Raum seit der frühen Neuzeit dominierten.
Nach der griechischen Unabhängigkeit versuchten die modernen griechischen Architekten, traditionelle griechische und byzantinische Elemente und Motive mit westeuropäischen Strömungen und Stilen zu verbinden. Patras war die erste Stadt des modernen griechischen Staates, für die ein städtebaulicher Entwicklungsplan erstellt wurde. Im Januar 1829 legte Stamatis Voulgaris, ein griechischer Ingenieur der französischen Armee, dem Gouverneur Ioannis Kapodistrias den Entwicklungsplan vor, der ihn genehmigte. Voulgaris wandte im städtischen Komplex von Patras die orthogonale Regel an. Sein ursprünglicher Plan wurde jedoch 1830 geändert.
Nach der Gründung des griechischen Königreichs wurde die Architektur Athens und anderer Städte vor allem von der klassizistischen Architektur beeinflusst. Für Athen beauftragte der erste König Griechenlands, Otto von Griechenland, die Architekten Stamatios Kleanthis und Eduard Schaubert mit einem Stadtentwicklungsplan, der für die Hauptstadt eines Staates geeignet war.

1917 wurde der größte Teil der Altstadt von Thessaloniki durch den Großen Brand von Thessaloniki zerstört. Nach dem Brand untersagte die Regierung einen schnellen Wiederaufbau, um die Neugestaltung der Stadt nach einem Stadtentwicklungsplan im europäischen Stil durchführen zu können, der von einer Architektenkommission unter der Leitung des französischen Architekten Ernest Hébrard ausgearbeitet worden war.

Klassizistische Architektur
Die von Theophil Hansen entworfene Akademie von Athen (1859)
Die von Hans Christian Hansen entworfene Universität von Athen (1859)
Die von Theophil Hansen entworfene Griechische Nationalbibliothek (1888)
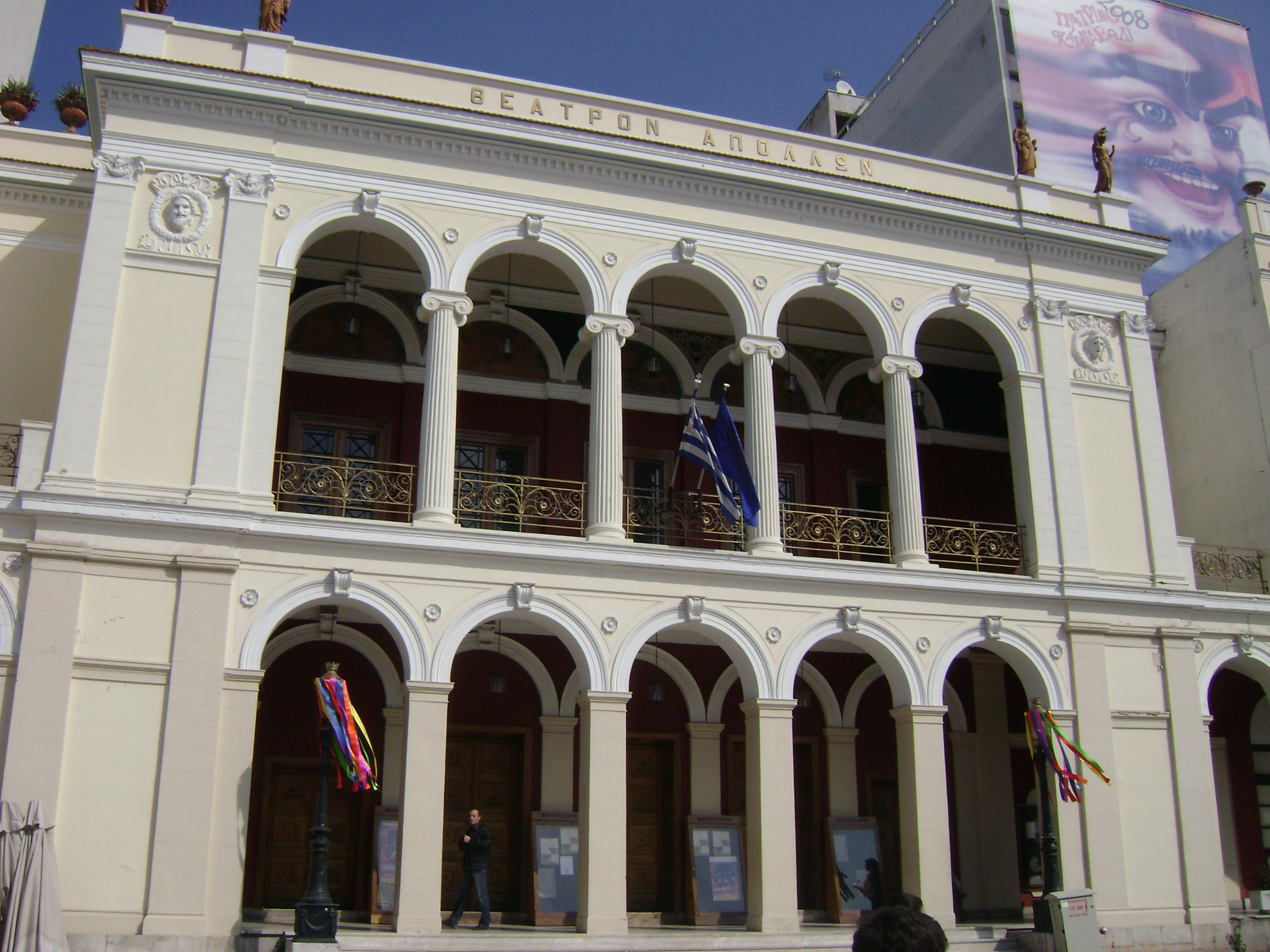
Das Apollon-Theater von Patras, entworfen von Ernst Ziller (1872)
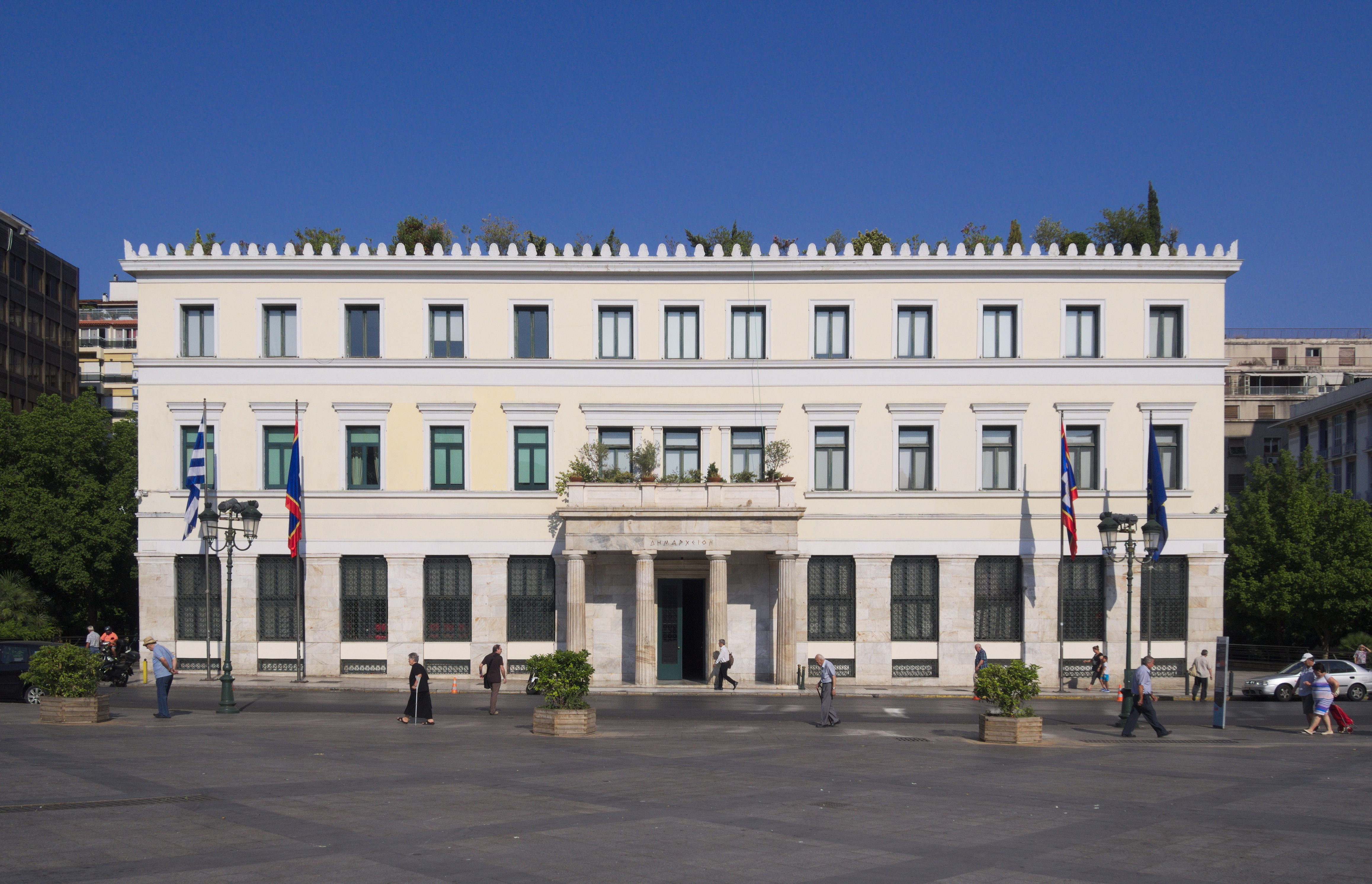
Das Athener Rathaus (1874) von Panagiotis Kalkos
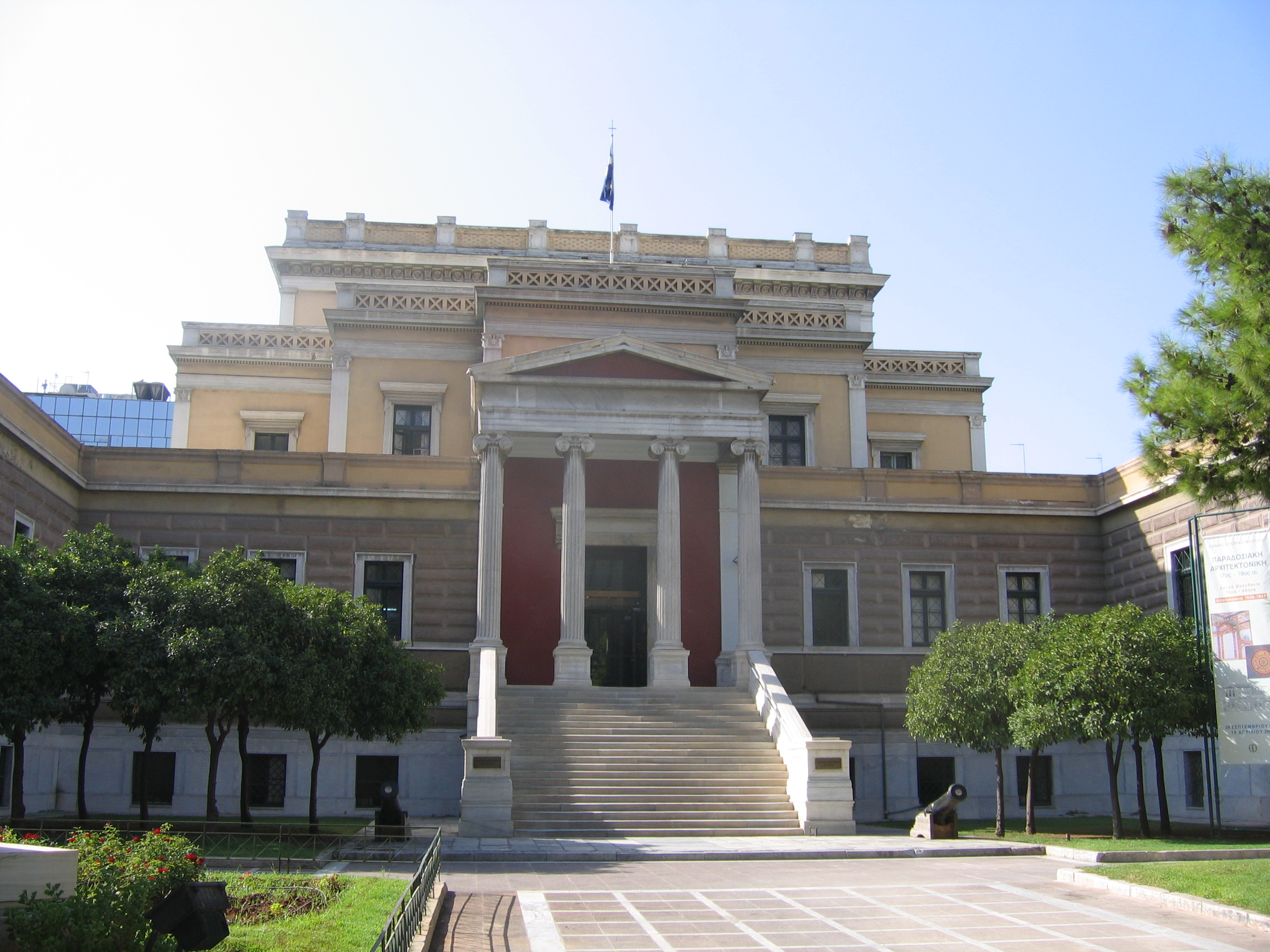
Altes Parlamentsgebäude, Athen (1875) von Panagiotis Kalkos/François Boulanger
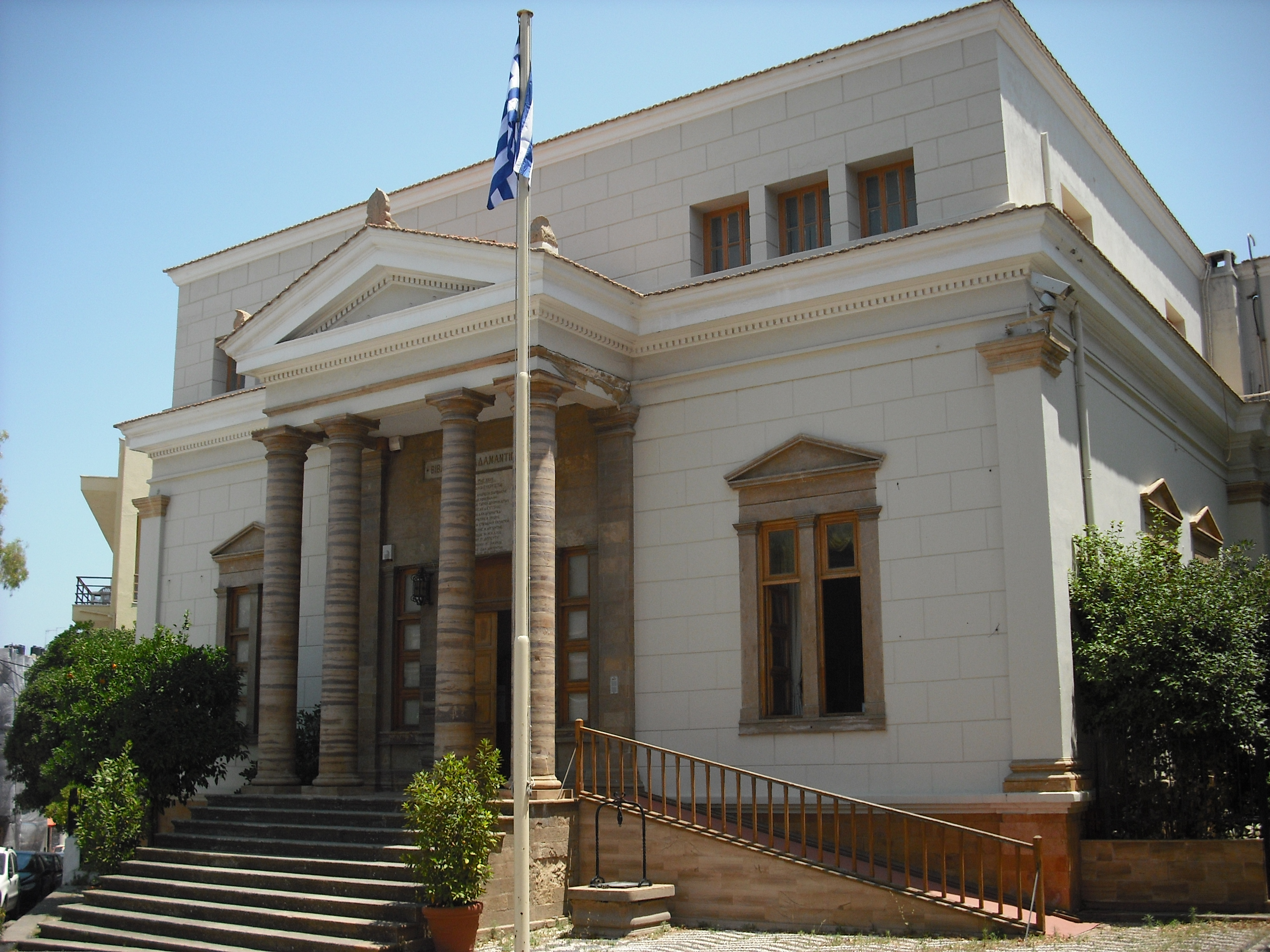
Öffentliche Bibliothek Adamantios Korais in Chios (1885)
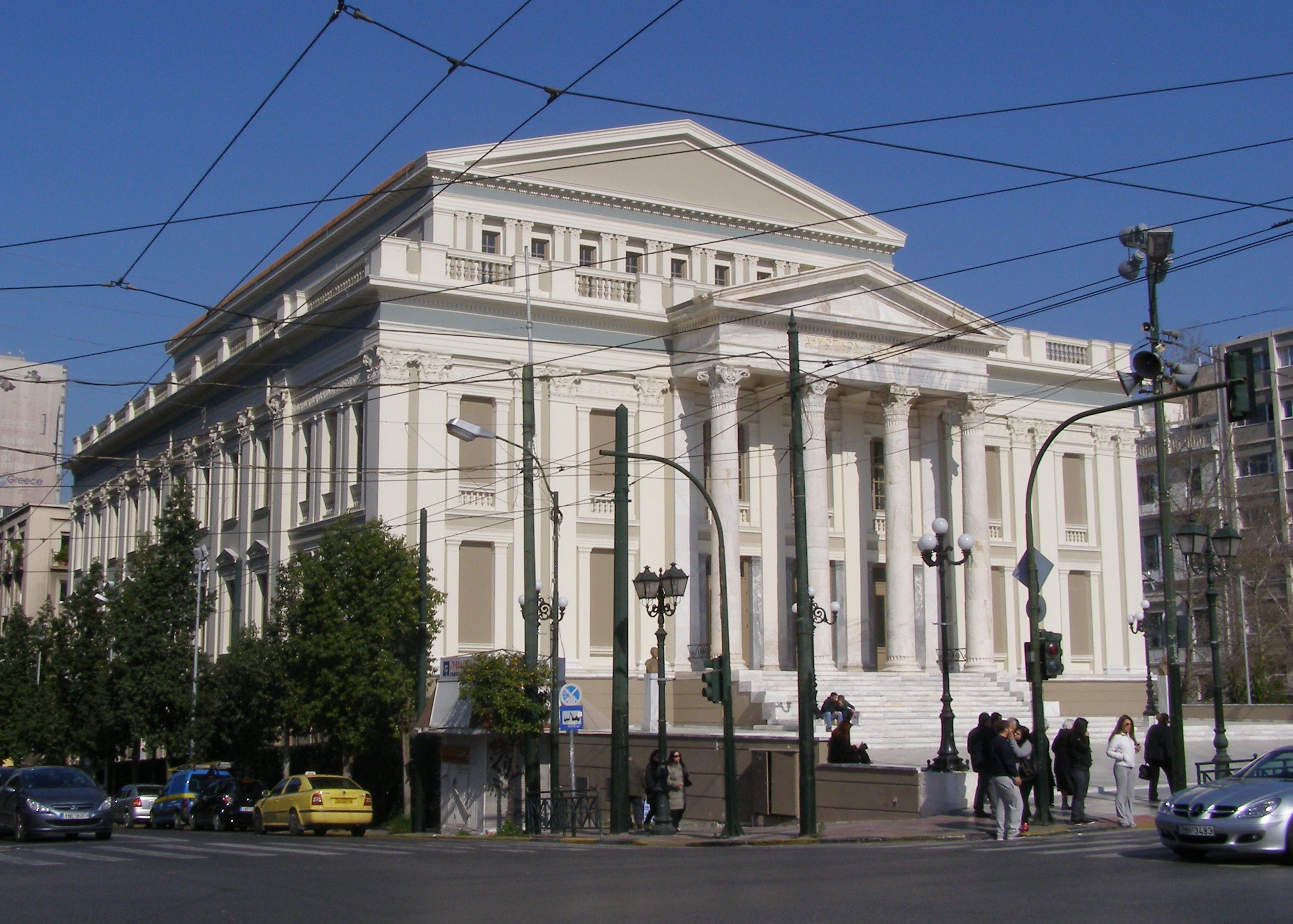
Stadttheater von Piräus (1895)
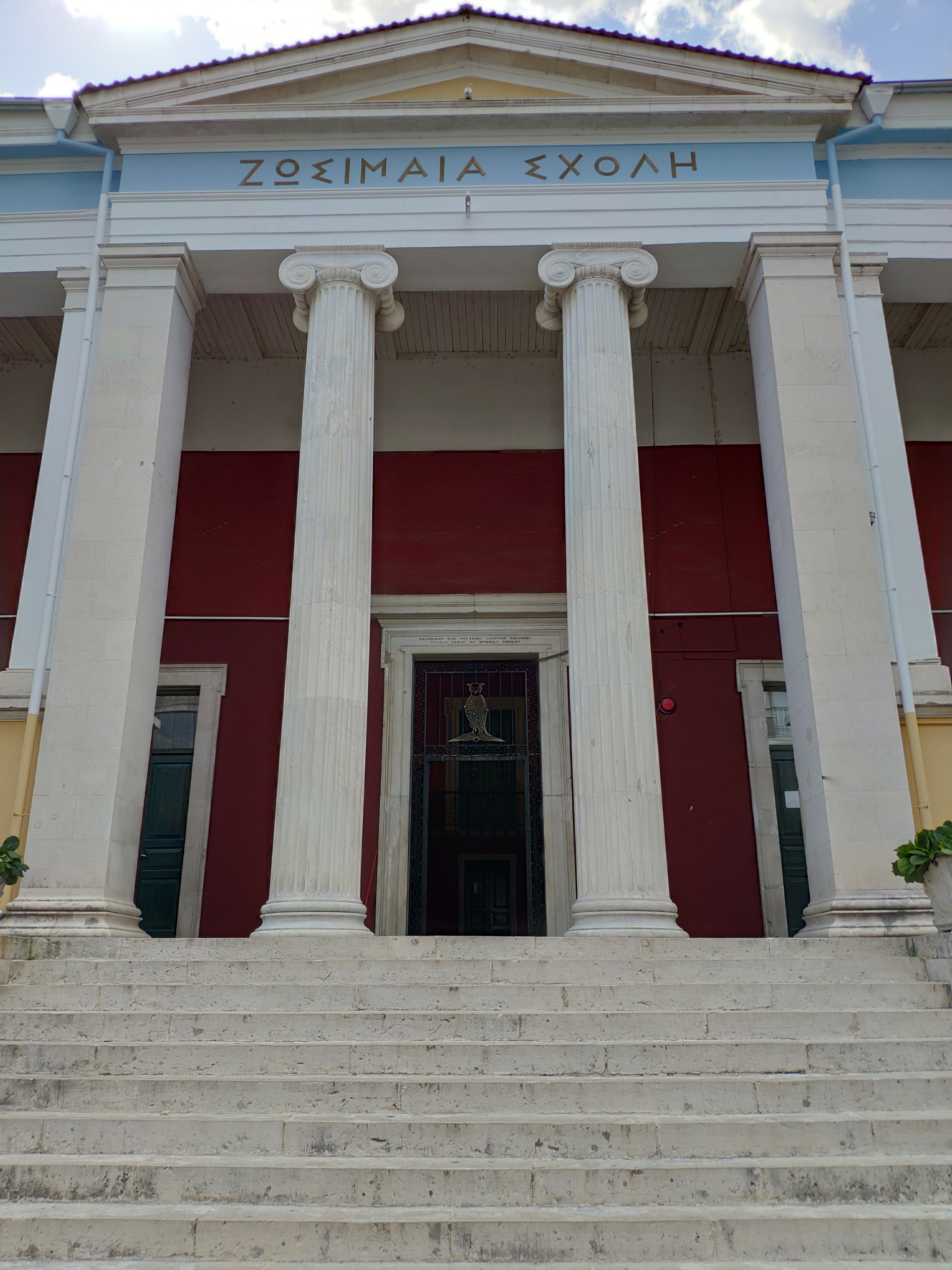
Gebäude der Zosimaia-Schule, Ioannina (1905)
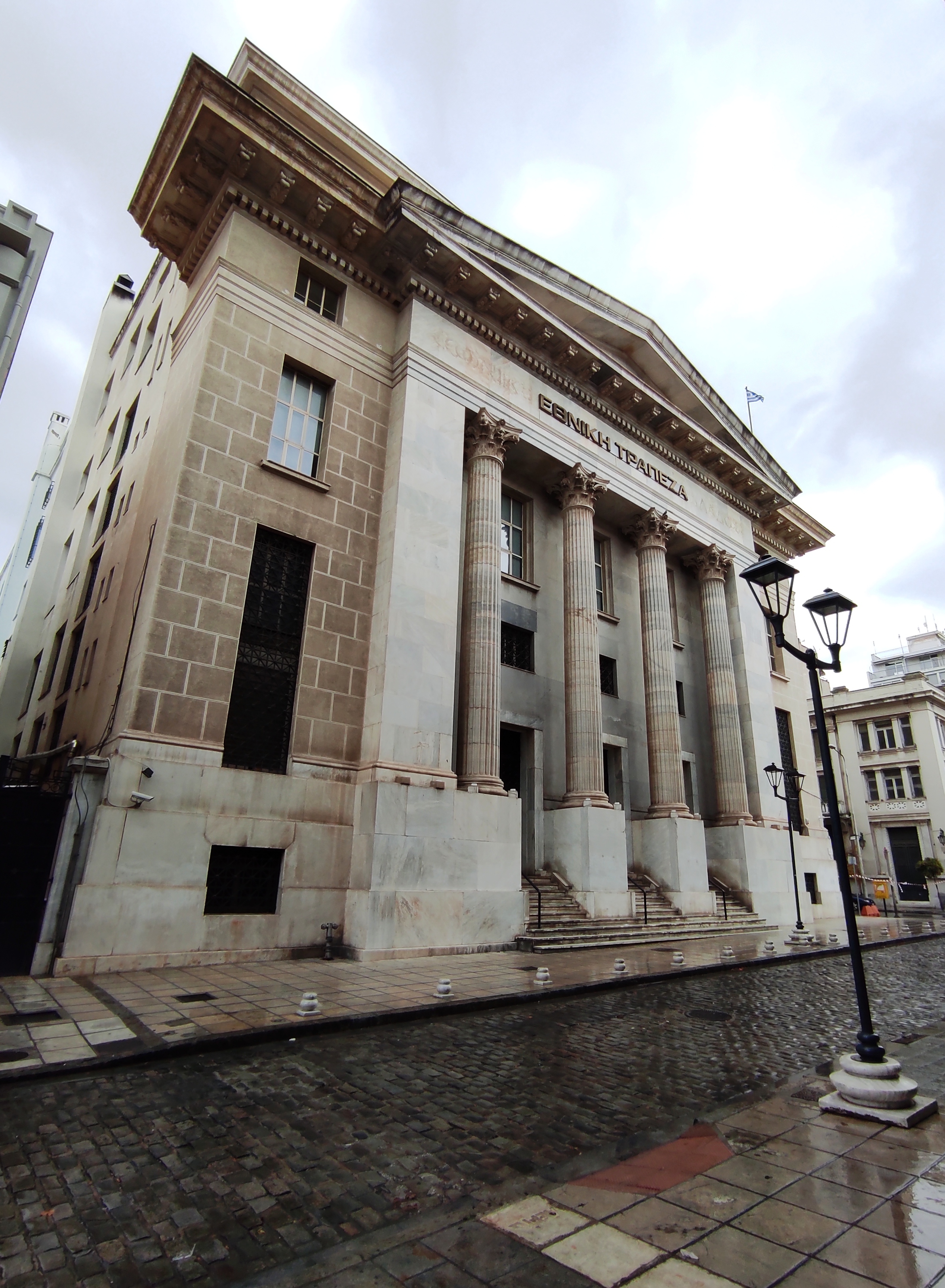
Nationalbank von Griechenland in Thessaloniki (1928)
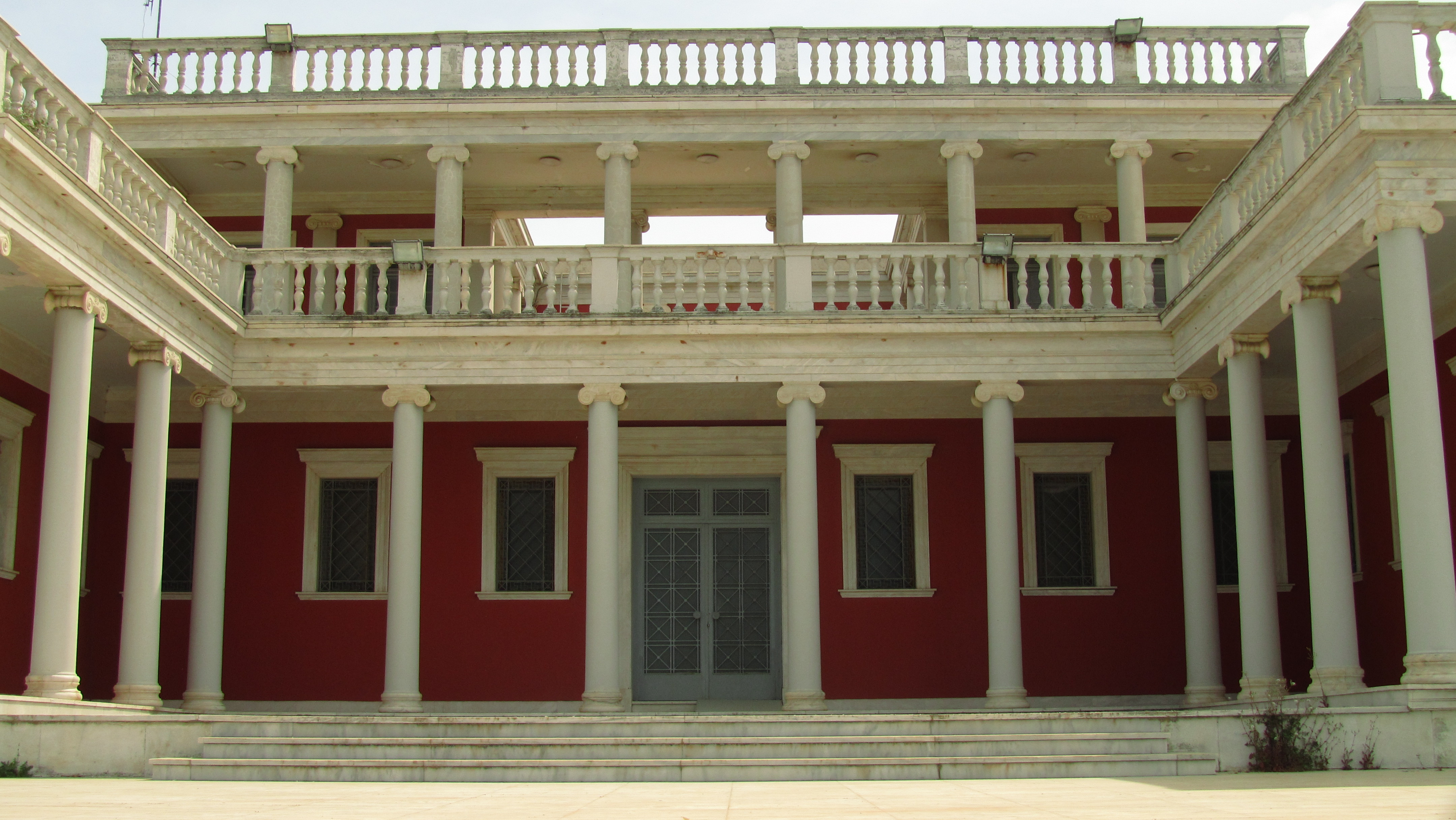
Regierungsgebäude, Thessaloniki (1960)

Historistische Architektur
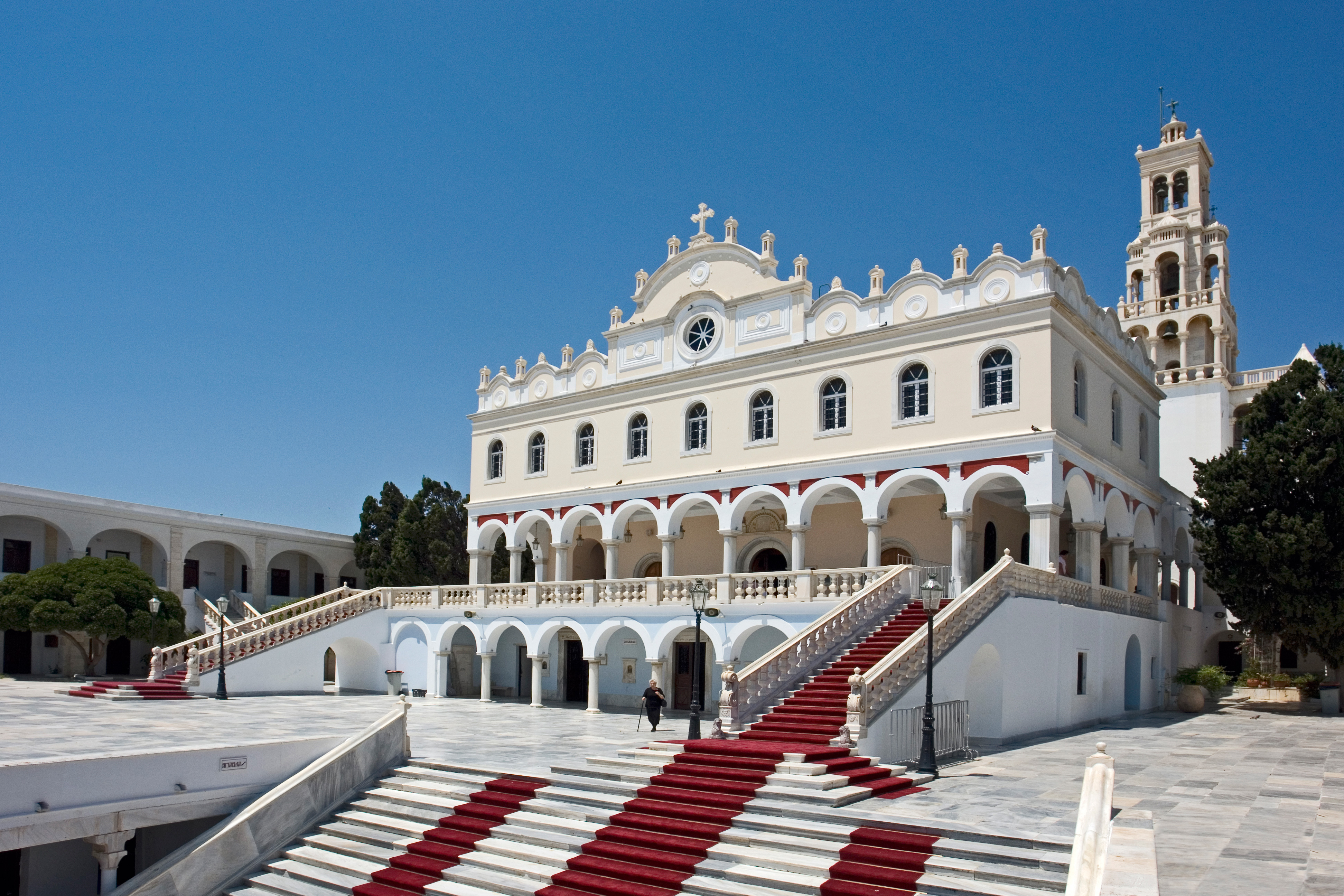
Unsere Liebe Frau von Tinos (1830)
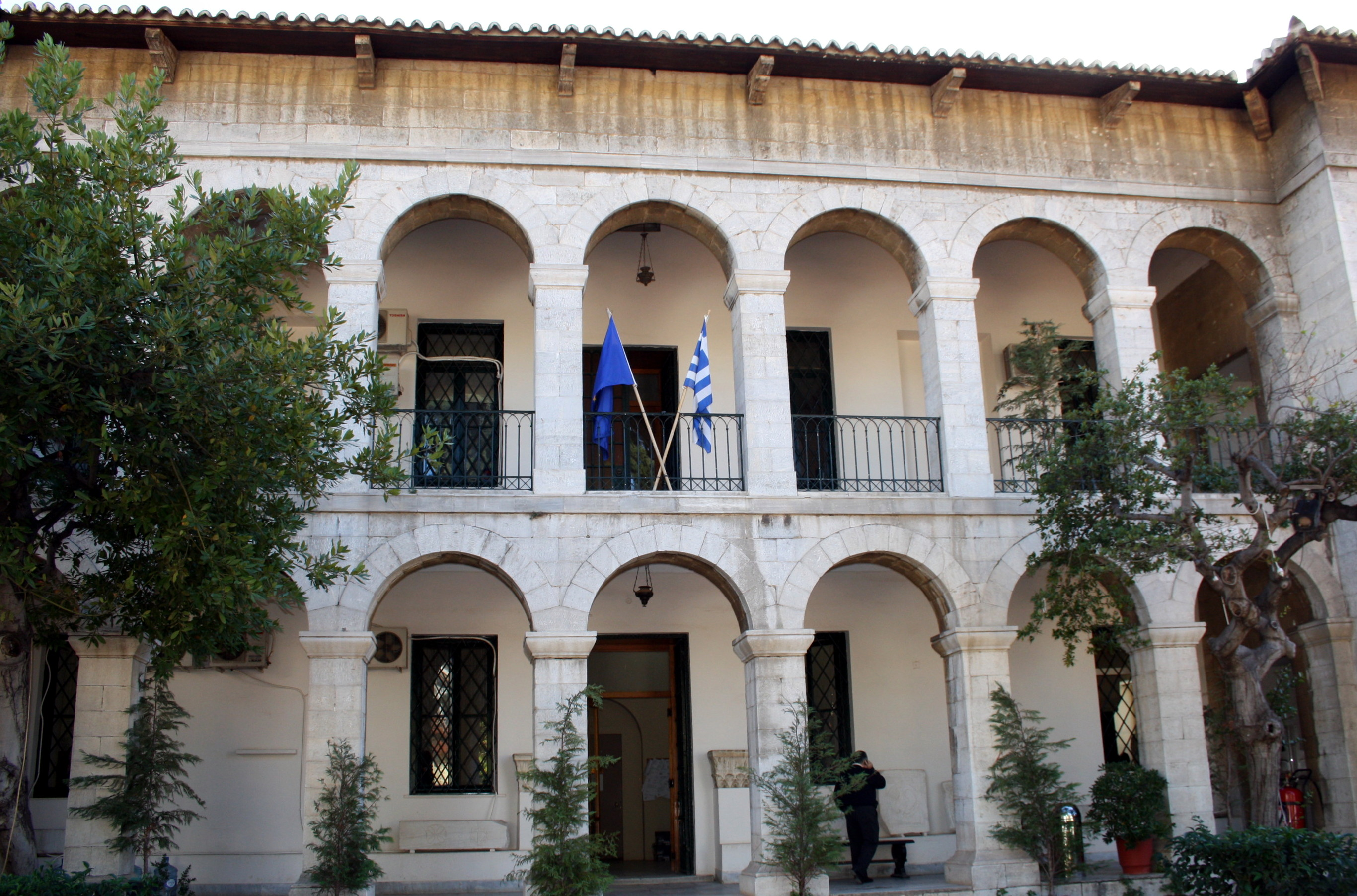
Villa Illision, entworfen von Stamatios Kleanthis (1848)
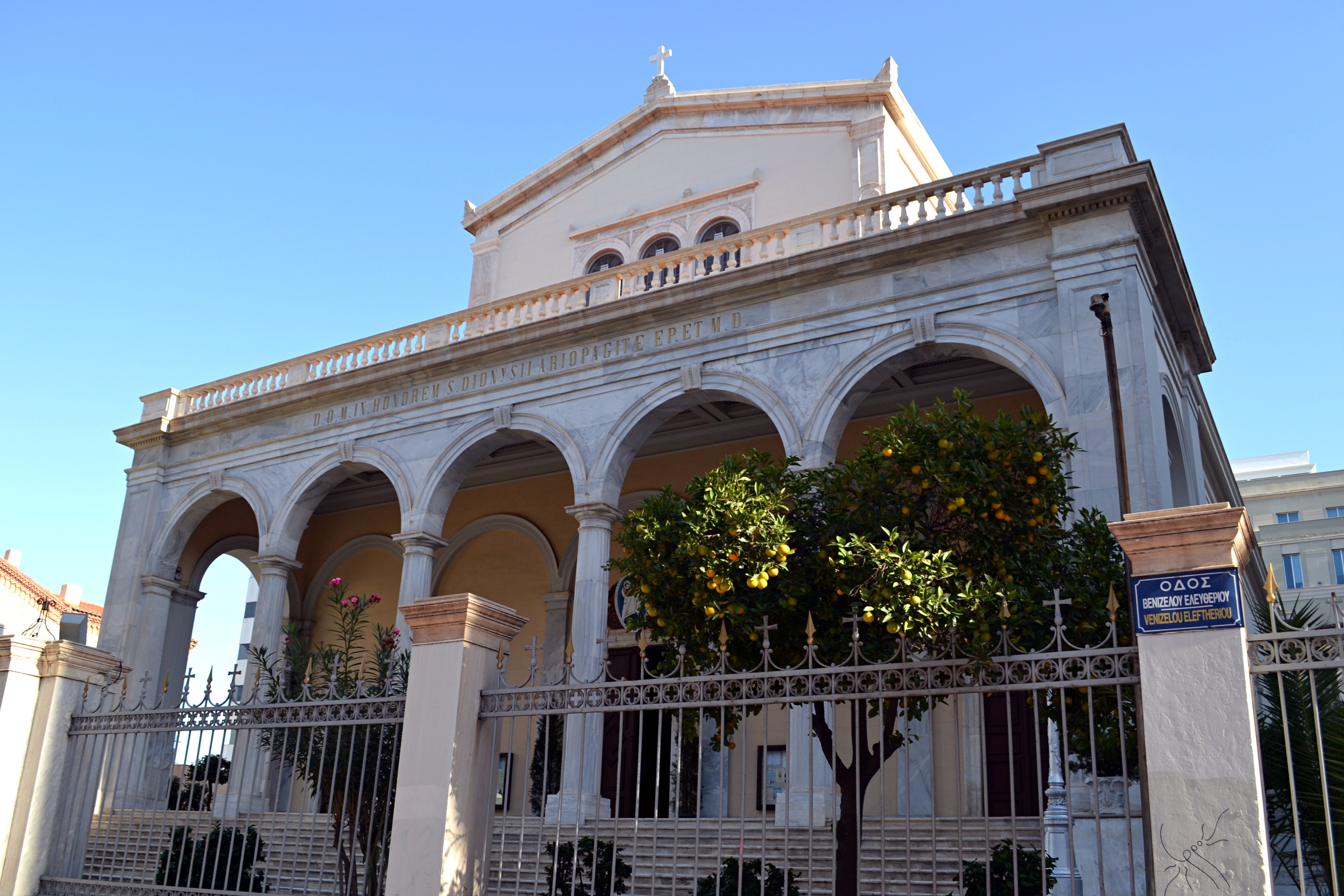
Kathedrale St. Dionysius Areopagita von Lysandros Kaftantzoglou (1865)
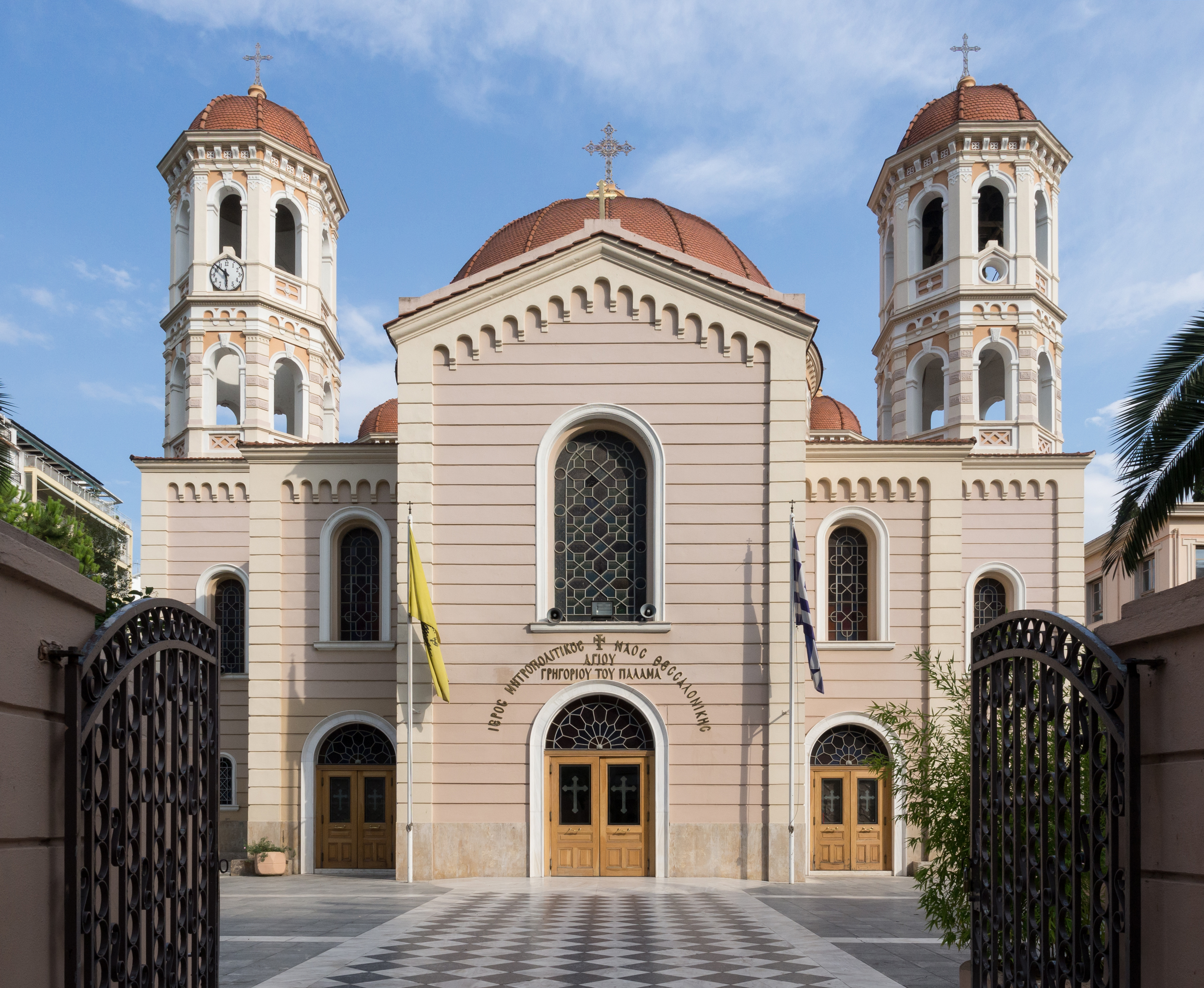
Gregor-Palamas-Kathedrale, Thessaloniki, entworfen von Ernst Ziller
Villa Mordoch, Thessaloniki, Architekt: Xenophon Paionidis (1905)
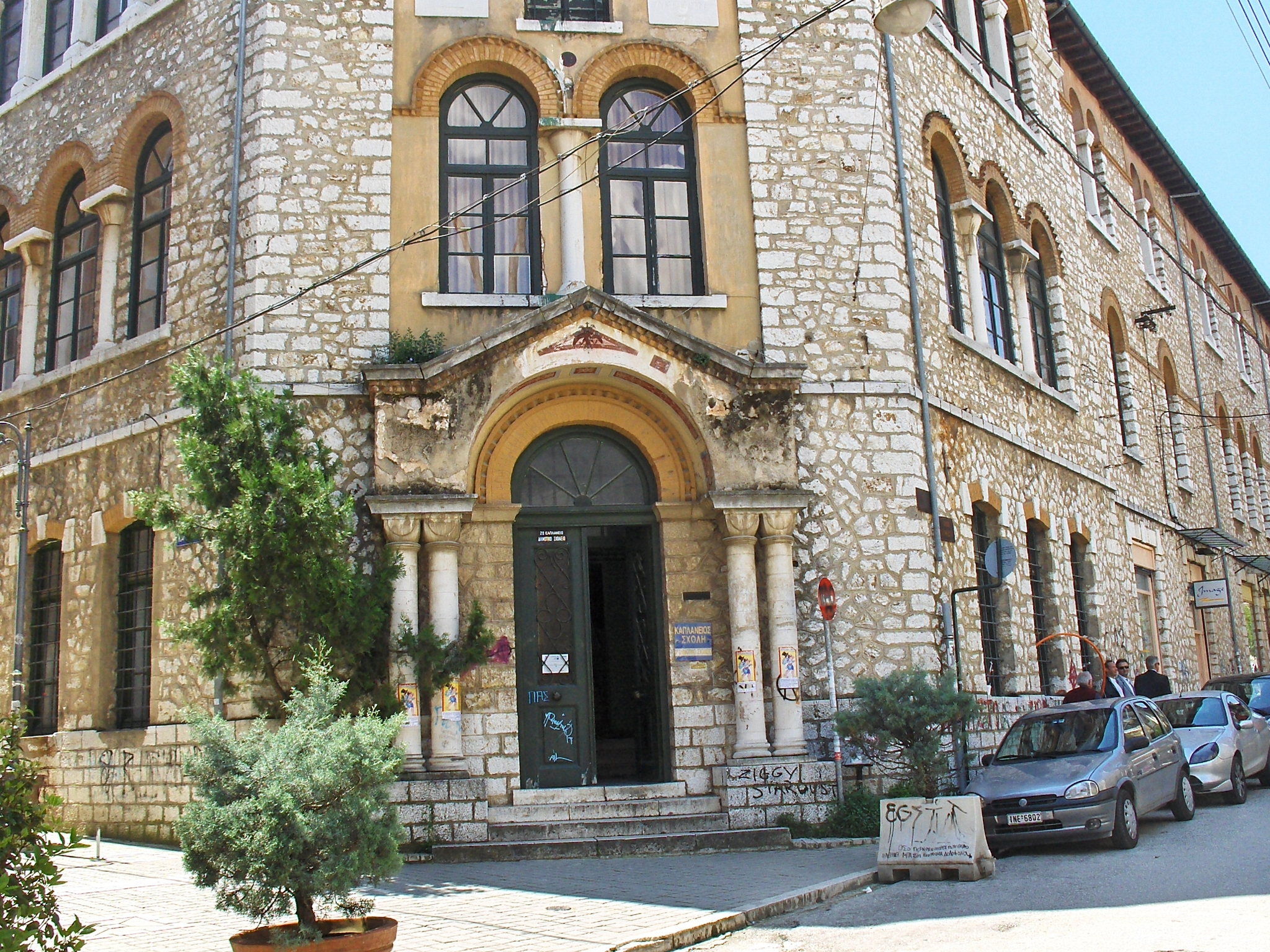
Kaplaneios-Schule im neobyzantinischen Stil, Ioannina
Agios Andreas (Patras) im neobyzantinischen Stil von Anastasios Metaxas
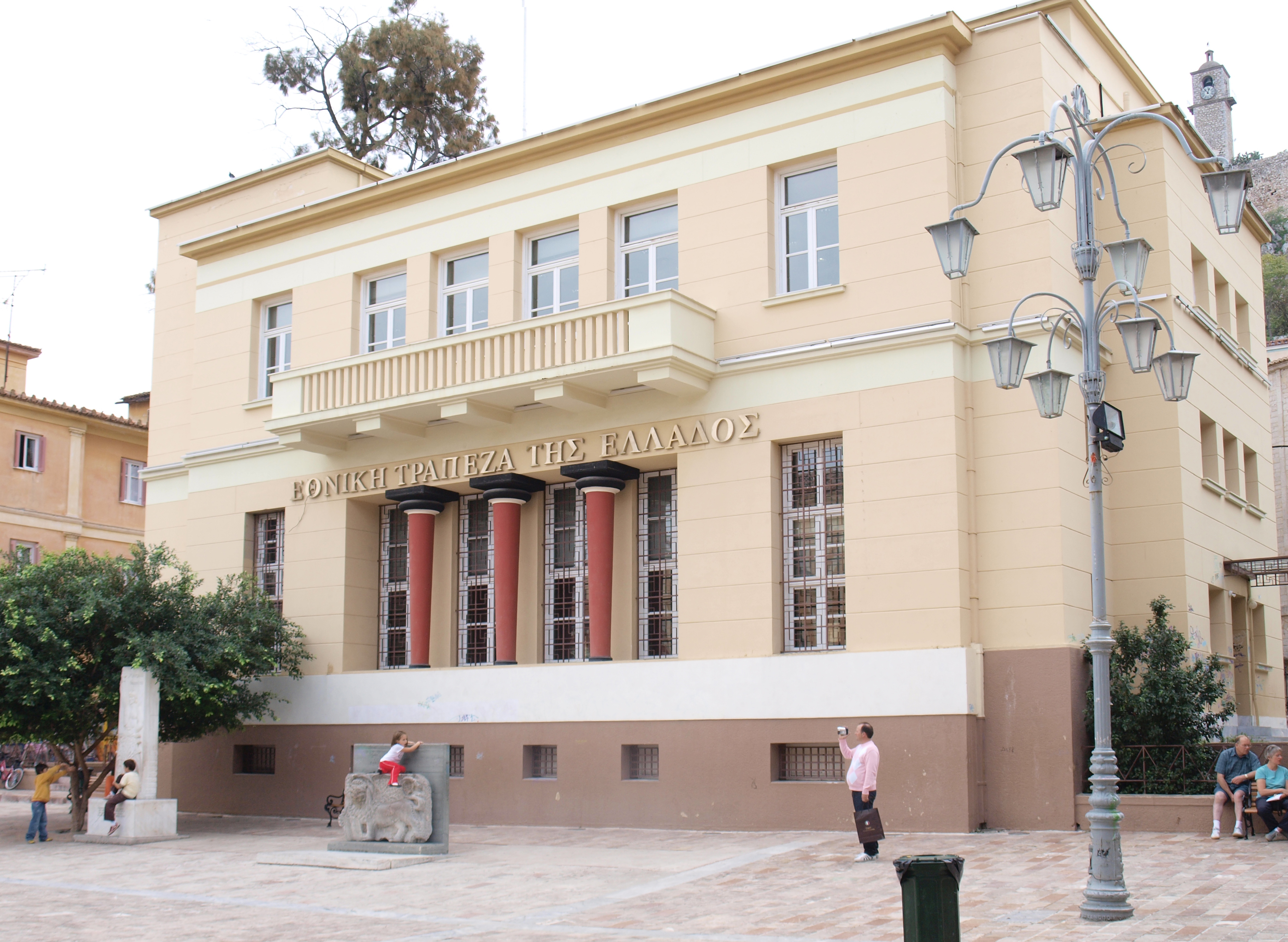
Das Gebäude der Nationalbank von Griechenland in Nafplio im neo-mykenischen Architekturstil (1930er Jahre)

## Klassische Moderne und Nachkriegszeit
1933 wurde die Charta von Athen unterzeichnet, ein Manifest der modernistischen Bewegung, das später von Le Corbusier veröffentlicht wurde. Architekten dieser Bewegung waren unter anderem die Bauhaus-Architekten Ioannis Despotopoulos, Dimitris Pikionis, Patroklos Karantinos und Takis Zenetos.
1929 traten zwei wichtige Gesetze bezogen auf Mehrfamilienhäuser (polykatoikíes) in Kraft. Das Gesetz über „horizontales Eigentum“ ermöglichte es, dass mehrere Eigentümer ein Mehrfamilienhaus besitzen konnten, wobei jeder Eigentümer eine oder mehrere Wohneinheiten besaß. Theoretisch entspricht jede Wohnung einem Prozentsatz des ursprünglichen Grundstücks.

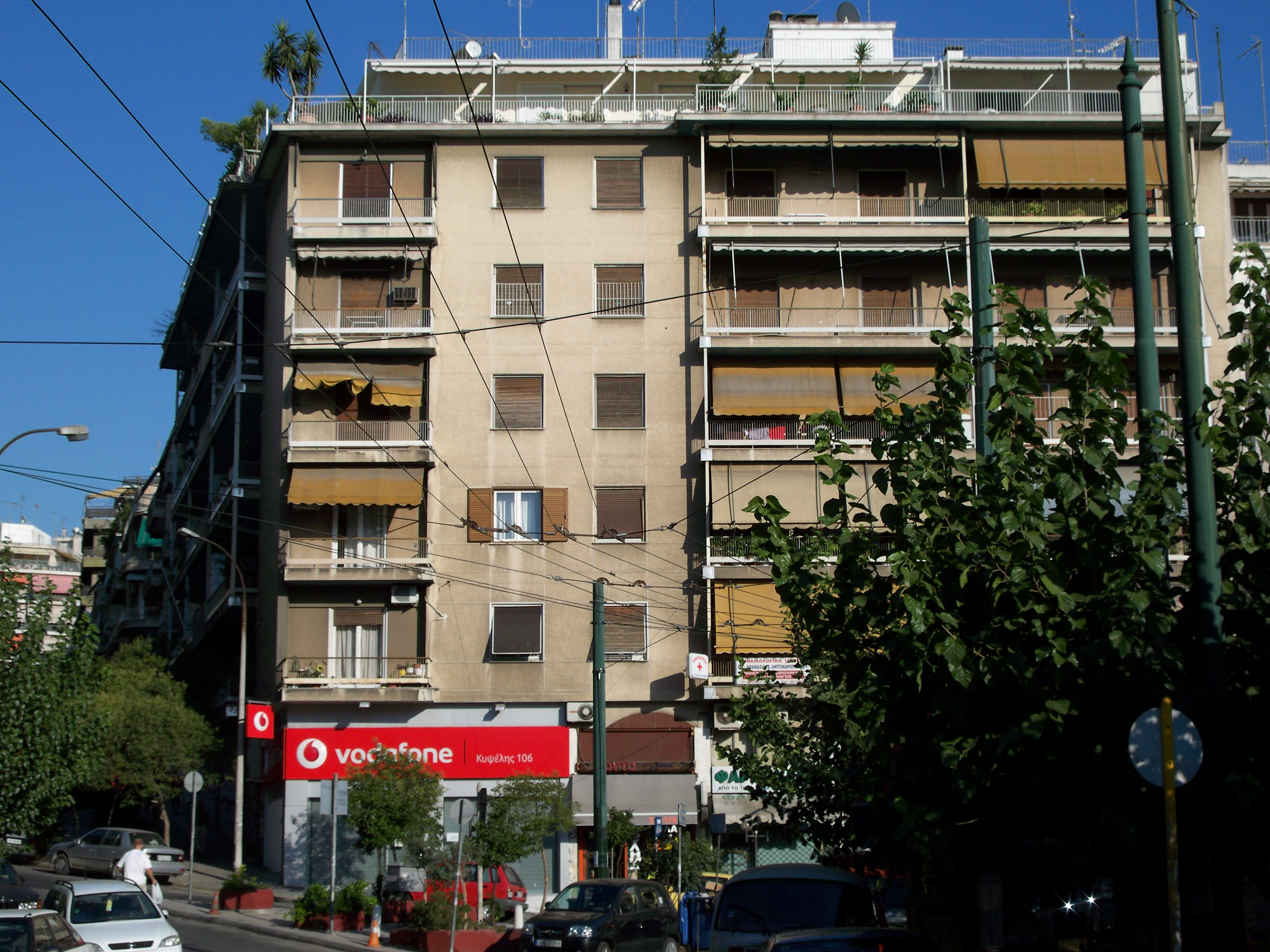
Beispiel aus dem Athener Stadtteil Kypseli: ähnliche Wohnhäuser (polykatoikía), die mit dem Antiparochí-System errichtet wurden, findet man in vielen griechischen Städten.

Die wichtigste Auswirkung dieses Gesetzes war die Praxis der Antiparochi (griechisch αντιπαροχή antiparochí, deutsch ‚Angebot im Austausch‘). Bei der Antiparochí schließt der Grundstückseigentümer, der sich den Bau eines Mehrfamilienhauses nicht leisten kann, einen Vertrag mit einer Baufirma ab, sodass diese das Mehrfamilienhaus baut, aber das Eigentum an so vielen Wohnungen behält, wie im Vertrag angegeben sind. Obwohl die Praxis der Antiparochí in der Zwischenkriegszeit begrenzt war, da der Bau der meisten Mehrfamilienhäuser ausschließlich von den ursprünglichen Grundstückseigentümern finanziert wurde, wurde die Antiparochí ab den 1950er Jahren zur gängigsten Methode zur Finanzierung des Baus von Eigentumswohnungen. Diese Praxis hatte jedoch den negativen Effekt, dass in den großen griechischen Städten historische Gebäude und Villen abgerissen und durch gewöhnliche Wohnhäuser ersetzt wurden. Der Denkmalschutz wurde durch das Verfallen der Gebäude untergraben. Durch die gute Ausbildung griechischer Architekten, die Verfechter der funktionalistischen Moderne waren, gelten sehr viele dieser Mehrfamilienhäuser mittlerweile als architektonisch wertvoll.
2006 hat das System der Antiparochi mit der Einführung höherer steuerlicher Belastungen allerdings stark an Attraktivität eingebüßt.
Nach dem Zweiten Weltkrieg und dem griechischen Bürgerkrieg war diese Praxis (der massive Bau von Eigentumswohnungen in den großen griechischen Stadtzentren) ein wichtiger Faktor für die griechische Wirtschaft und den Wiederaufbau nach dem Krieg. Die ersten Hochhäuser wurden ebenfalls in den 1960er und 1970er Jahren gebaut, wie etwa der Komplex des Pyrgos Athinon in Athen.
In den 1960er und 1970er Jahren war Xenia ein landesweites Hotelbauprogramm, das von der griechischen Tourismusorganisation (Ελληνικός Οργανισμός Τουρισμού, EOT) initiiert wurde, um die touristische Infrastruktur des Landes zu verbessern. Es handelt sich um eines der größten Infrastrukturprojekte in der modernen griechischen Geschichte. Der erste Projektleiter war der Architekt Charalambos Sfaellos (von 1950 bis 1958) und ab 1957 wurden die Gebäude von einem Team unter Aris Konstantinidis entworfen.
Zu den berühmten ausländischen Architekten, die im 20. und 21. Jahrhundert ebenfalls Gebäude in Griechenland entworfen haben, zählen Walter Gropius, Eero Saarinen und Mario Botta. Für die Olympischen Spiele 2004 in Athen wurden von Santiago Calatrava mehrere neue Gebäude errichtet, während Bernard Tschumi das Neue Akropolismuseum entwarf. Zuletzt entwarf Renzo Piano 2012 das Kulturzentrum der Stavros Niarchos Foundation (fertiggestellt 2016).

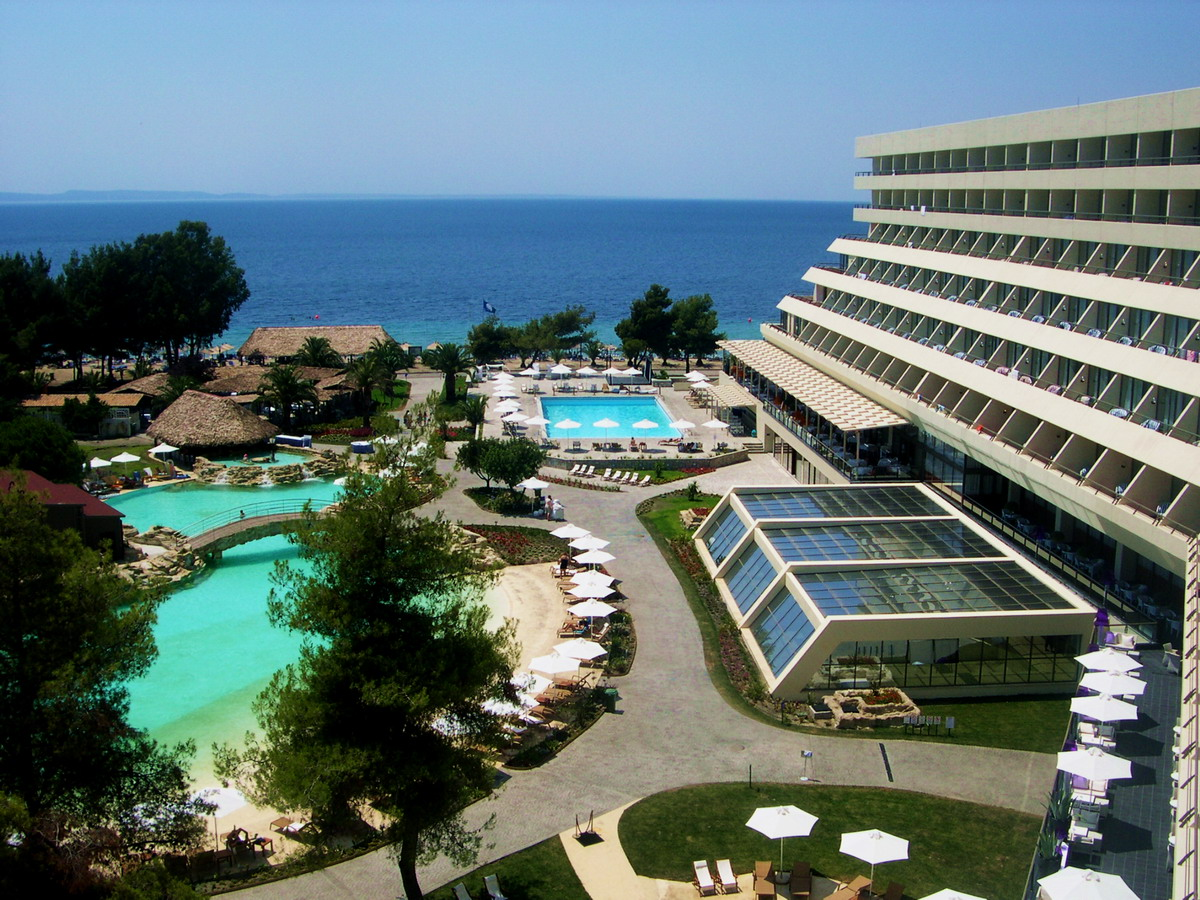
Porto Carras (1973)
Hauptsitz der Nationalbank von Griechenland von Mario Botta
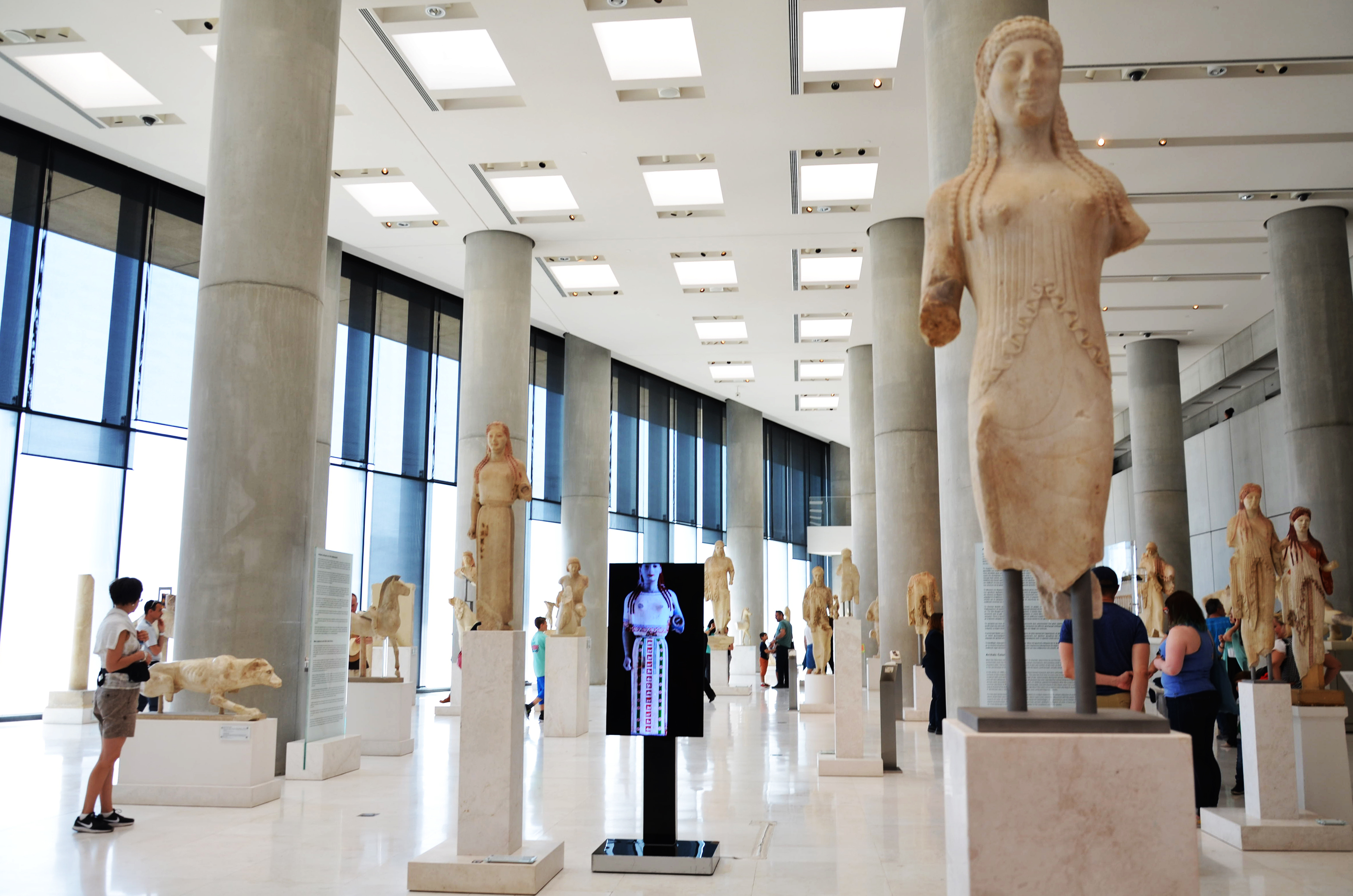
Akropolismuseum von Bernard Tschumi
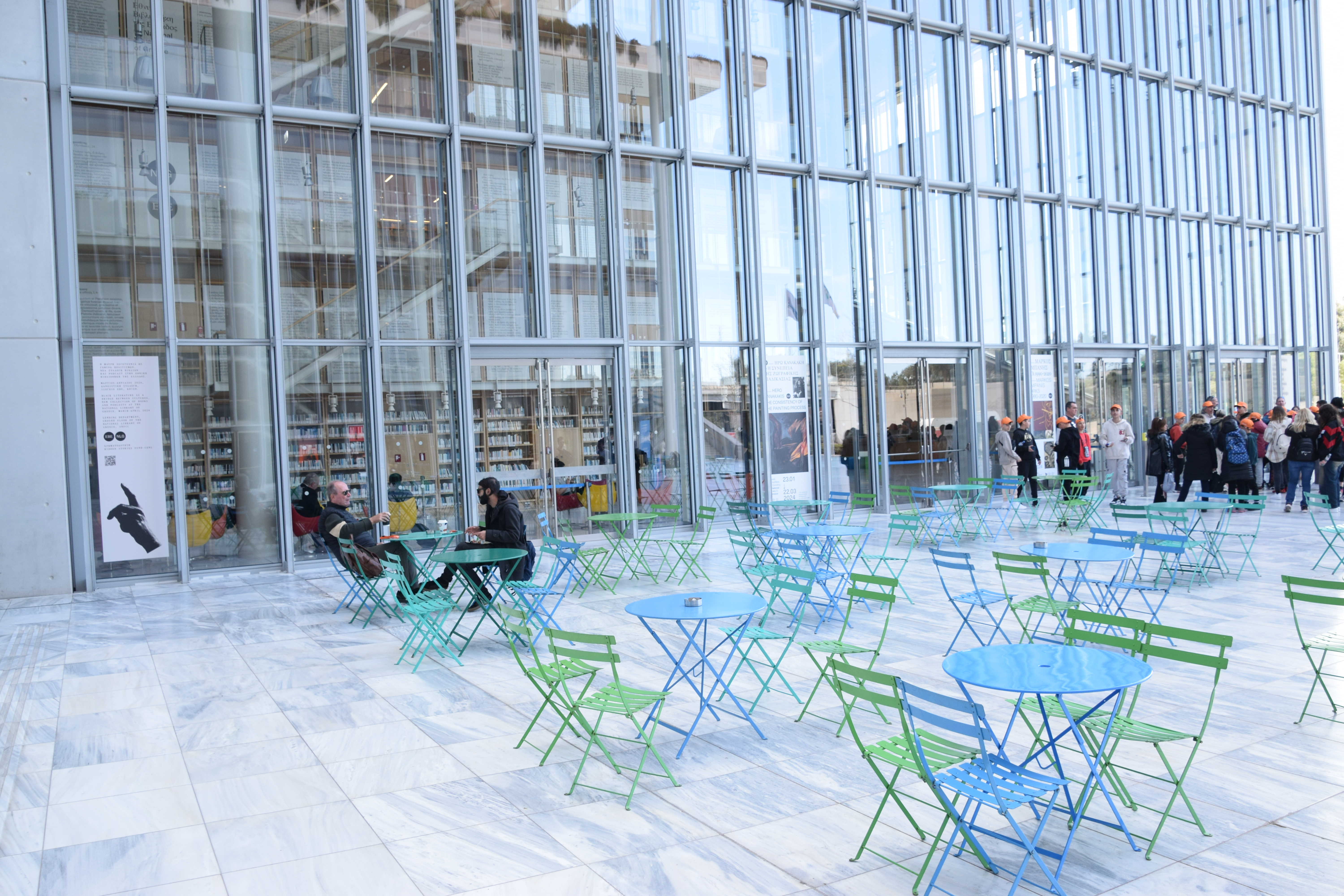
Stavros Niarchos Foundation Cultural Center (2016)